# Горжий Володимир Максимович
Володимир Максимович Горжий (1937, м. Миколаїв) — заслужений тренер України, головний тренер Збірної команди України зі стрибків на батуті, тренер ДЮСШ спорткомплексу «Зоря» у Миколаєві.

## Життєпис
Закінчив школу № 15 у Миколаєві. Займався акробатикою під керівництвом В. П. Скачедуба, який і порадив Володимиру Максимовичу стати тренером. З 1957 по 1960 навчався на факультеті фізичного виховання Миколаївського педагогічного інституту.
На тренерській роботі з 1956. У 1961 прийшов працювати тренером з акробатики в ДЮСШ — 1, в 1969 вивів команду в чемпіони України. У 70-х роках заснував миколаївську школу стрибків на батуті. Разом з дружиною Людмилою Горжий підготував Вікторію Бєляєву — першу чемпіонку СРСР та Європи з Миколаєва, призерку чемпіонатів світу, Олену Коломієць — кількаразову чемпіонку світу і Європи, Сергія Буховцева — чемпіона Європи та володаря кубка світу, більше 50 чемпіонів та призерів офіційних міжнародних змагань.
Принципово новий етап у розвитку батутного спорту в Миколаєві розпочався після 2000 року. Коли під час Олімпійських ігор у Сіднеї Оксана Цигульова завоювала срібну медаль і разом з Оленою Мовчан, продемонструвала високу майстерність у синхронних стрибках, Міністерство України у справах сім'ї, молоді та спорту удостоїло великої уваги миколаївську спортивну школу. Тут був створений центр підготовки спортсменів зі стрибків на батуті під керівництвом Володимира Горжия. І хоча мета, яку Міністерство ставило перед миколаївським тренером, була виконана — в 2004 р. на Олімпійських іграх в Афінах Юрій Нікітін став олімпійським чемпіоном — центр навчання перенесли в м. Харків, а на місце головного тренера визначили Сергія Соломатіна.

## Нагороди та відзнаки
- Заслужений тренер України (1979),
- Заслужений тренер СРСР (1990).
- «Городянин року» в номінації «Фізкультура і спорт» (2001) разом з дружиною Горжий Л. М.;
- «Почесний громадянин Миколаєва» (2011);
- Орден «За заслуги» (Україна) III ступеня,
- Медаль «За доблесну працю».